# Диалект духоборов Канады
Диалект духоборов Канады — вариант русского языка, сформировавшийся на канадской территории в сравнительно замкнутых общинах духоборов, русских религиозных диссидентов, сходных с квакерами и покинувших Российскую империю в основном в 1897—1898 годах. Отличался характерными южнорусскими чертами, а также влиянием английского и украинского языков.
В настоящее время есть две тенденции: к ассимиляции и к поддержанию. В результате ассимиляции диалект выходит из употребления. Потомки канадских духоборов в основном говорят на английском, некоторые используют стандартный вариант русского языка. Поддержание, в том числе в рамках канадской политики мультикультурализма, провозглашённой с начала 1970-х годах, нашло отклик у духоборов, которые с самого начала не принимали «московский русский», возможность изучать который была ранее предоставлена в школах.

## История
Формирование диалекта духоборов приходится на первые четыре десятилетия XIX века. В 1802 году царским правительством было принято решение о поощрении миграции духоборов и других групп раскольников в район реки Молочная под Мелитополем. Переселение длилось около 20 лет и коснулось в основном губерний юга Центральной России и востока Украины.
Переселенцы говорили на многочисленных говорах, в основном южнорусских. Совместное проживание привело к формированию койне на основе южнорусских и восточноукраинских диалектов.
Начиная с 1841 года духоборы (так же как молокане и некоторые другие раскольники) были переселены с южной Украины в Закавказье. Там их поселения были окружены в основном нерусскоязычными соседями — в Елизаветпольской губернии преимущественно азербайджанцами, в Тифлисской — армянами, а в Карсской области (в поселениях, созданных после 1878 года) — теми и другими. В течение этого периода диалект развивался в относительной изоляции от основного ареала русского языка.
После эмиграции в 1899 году около 7500 духоборов из Закавказья в Саскачеван, а позже ещё нескольких меньших групп (из Закавказья и Сибири), диалект духоборских поселений Закавказья был перенесён на равнины Канады. С этого момента он начинает испытывать влияние канадского варианта английского языка.
Во время пребывания духоборов в Саскачеване на него предположительно повлиял украинский язык — в основном речь иммигрантов из австрийской Галиции (что не устанавливается с уверенностью из-за южнорусских и западнорусских диалектов и включения выходцев из современной Белоруссии на ранних стадиях формирования группы и из Харьковской губернии в конце XIX века у первоначальных духоборов).
Около 1910 года в среде духоборов произошёл раскол, в результате которого значительная часть духоборов (последователи Петра Веригина) переехала из Саскачевана на юго-восток Британской Колумбии. Многие переехавшие замкнуто жили в поселениях-коммунах, принципиально не отправляя детей в школу и отрицая призыв в армию, ещё несколько десятилетий, и сохранили русский язык лучше, чем духоборы, оставшиеся в Саскачеване в качестве частных фермеров.
К 1970-м годам, после смерти родившихся в России членов сообщества, большинство канадских духоборов перешло на английский. Это связано как с естественной ассимиляцией, так и интернированием части духоборов и их детей канадской администрацией, нацеленной на интеграцию духоборов в систему вооружённых сил (особенно в годы Второй мировой войны) и образования (в конце 1950-х годов).
Среди верующих духоборов русский сохраняет свои позиции в качестве языка литургии. Число практикующих духоборов сокращается — согласно проведённой в 2001 году переписи населения, только 3800 человек идентифицировали себя как духоборы.
В районе компактного проживания духоборов в Британской Колумбии (Гранд Форкс, Кастлгар, Крестон) современный нормативный русский язык преподаётся в школах как один из языков по выбору. Некоторые духоборы в дальнейшем изучают русский язык в процессе высшего образования, выбирают себе русских супругов из других сообществ, что также приводит к сокращению числа носителей диалекта.

## Особенности диалекта
Диалект духоборов Канады отличается от стандартного русского в трёх областях: это влияние исконных южнорусских (с примесью среднерусских) говоров, влияние английского языка, а также украинского языка — как в регионе исходного проживания, так и непосредственно в Канаде.

### Влияние южнорусских говоров
- фрикативное г;
- отсутствие -т в третьем лице настоящего времени глаголов;
- лексические единицы, нехарактерные для стандартного русского языка;
- редукция гласных — аканье, иканье и в меньшей степени — яканье.

### Влияние украинского языка
- фрикативное г;
- непалатализованное «р»: [рэтка] («редко»), [хрэст] («крест»), характерное для белорусского и украинского языков;
- непалатализованное «к»: «кыса» вместо «киса»;
- использование протетического «в» перед гласной, например, в уменьшительном «вушке» («ушки»);
- замещение русского «к» звуком [х];
- лексические заимствования: «швыдко» — «быстро» (укр. швидко с тем же значением), «трошки» — «немного» (укр. трошки), «слухать» — «слушать» (укр. слухати), «гутарить» — «беседовать» (укр. гуторити), «мой человек» — «мой муж» (укр. мій чоловік) и проч.[1];
- мягкое -ть в третьем лице единственного числа настоящего времени глаголов: знають («знают»), тримирують («подрезают»), что встречается и в среднерусских (рязанских) говорах;
- отсутствие -т в третьем лице единственного числа настоящего времени глаголов: ходе («ходит»), стихае («стихает»), утихае («утихает»). Такая замена характерна также для района Николаевска.

Вышеуказанные особенности могут быть связаны с диалектами страны исходного проживания, а не только с влиянием языка украинцев Саскачевана. Для различения этих двух пластов необходимы дальнейшие исследования.

### Английские заимствования
Духоборы, эмигрировавшие в Канаду из России, ставили перед собой задачу сохранения традиций и культурной самобытности, неотъемлемой частью которых был русский язык. Поэтому заимствования из английского языка были вначале ограничены только необходимой лексикой, касающейся отсутствовавших в стране исходного проживания реалий. Таковыми в первую очередь явились термины, связанные с железной дорогой, лесопилками, инструментами производства, а также названия единиц измерений и наименование денег.
| Англицизмы в речи первого поколения | Англицизмы в речи первого поколения | Англицизмы в речи первого поколения |
| Д. Д. К.                            | Английский                          | «Московский русский»                |
| ----------------------------------- | ----------------------------------- | ----------------------------------- |
| трок, трочок                        | truck                               | грузовик                            |
| тримирують                          | (they) trim                         | подрезают                           |
| кара                                | car                                 | автомобиль                          |
| куап                                | coop                                | кооператив                          |
| хварма                              | farm                                | ферма                               |
| кохвия                              | coffee                              | кофе                                |
| куко                                | cocoa                               | какао                               |
| норса                               | nurse                               | медсестра                           |

| Устаревшие слова и конструкции в письменной речи 1993 г. | Устаревшие слова и конструкции в письменной речи 1993 г. |
| Д. Д. К.                                                 | «Московский русский»                                     |
| -------------------------------------------------------- | -------------------------------------------------------- |
| старческий дом                                           | дом престарелых                                          |
| уйти в отставку                                          | выйти на пенсию                                          |
| при сём прилагаю                                         | прилагаю к своему письму                                 |
| Диалектизмы                                              |                                                          |
| Д. Д. К.                                                 | «Московский русский»                                     |
| мы пошли тады                                            | мы пошли тогда                                           |
| вертайтесь назад                                         | возвращайтесь назад                                      |
| от недогляду                                             | из-за недосмотра                                         |
| у лясу                                                   | в лесу                                                   |
| сыщики                                                   | следователи                                              |

| Письменная речь в печати 1993 г.                                                       | Письменная речь в печати 1993 г.                              |
| Особенность                                                                            | Пример                                                        |
| -------------------------------------------------------------------------------------- | ------------------------------------------------------------- |
| Изменение существительных среднего рода по модели женского                             | «то и мы принадлежим к этой болоте»                           |
| Специфическое глагольное управление                                                    | «явствует в выразительных и благородных порядках»             |
| Когда управляемое слово отделено от управляющего несколькими словами, оно теряет падеж | «половина того, что мы слышим, мы можем припомнить»           |
| Калькирование английских конструкций                                                   | «всех из нас» ← all of us                                     |
| Необходимость пояснения российских реалий                                              | Рубли (местная денежная единица); валюта (иностранные деньги) |

### Некоторые другие особенности
- Отличное от стандартного использование падежей: «около два часа» вместо «около двух часов» — может быть объяснено как упрощением под влиянием английской грамматики, так и принесёнными в Канаду диалектизмами.
- Тенденция к расширению использования окончания родительного падежа множественного числа -ов («лампов», «озёров» вместо стандартных «ламп» и «озёр»).